# Yuke Yuke Monkey Dance
Singles de Berryz Kōbō
Dschinghis Khan
(2008) Madayade
(2008)
Singles par Dschinghis Khan x Berryz Kōbō
Dschinghis Khan Tartar Mix
(2008)
Yuke Yuke Monkey Dance (行け 行け モンキーダンス) est le 17e single du groupe de J-pop Berryz Kōbō.

## Présentation
Le single, écrit, composé et produit par Tsunku, sort le 9 juillet 2008 au Japon sur le label Piccolo Town. Il atteint la 4e place du classement des ventes hebdomadaire de l'Oricon. Il sort également dans une édition limitée avec une pochette différente et un DVD en supplément, ainsi qu'au format "single V" (vidéo DVD) deux semaines après. Une édition DVD "event V" sera aussi vendue lors de représentations du groupe. La chanson titre figurera sur le cinquième album du groupe, 5 (FIVE) qui sort en septembre suivant, ainsi que sur sa compilation Special Best Vol.1 de 2009.

## Membres
- Saki Shimizu
- Momoko Tsugunaga
- Chinami Tokunaga
- Māsa Sudō
- Miyabi Natsuyaki
- Yurina Kumai
- Risako Sugaya

## Liste des titres
Single CD
1. Yuke Yuke Monkey Dance (行け 行け モンキーダンス?)
2. Maji Good Chance Summer (マジ グッドチャンス サマー?)
3. Yuke Yuke Monkey Dance (Instrumental) (行け 行け モンキーダンス...?)

DVD de l'édition limitée
1. Yuke Yuke Monkey Dance (Close-up Ver.) (行け 行け モンキーダンス...?)

Single V
1. Yuke Yuke Monkey Dance (行け 行け モンキーダンス?)
2. Yuke Yuke Monkey Dance (Dance Shot Ver.) (行け 行け モンキーダンス...?)
3. Making Eizô (メイキング映像?) (Making-of)

DVD de l'édition "event V"
1. Yuke Yuke Monkey Dance (Monkey Ver.) (行け 行け モンキーダンス (Monkey Ver.)?)
2. Yuke Yuke Monkey Dance (Shimizu Saki Ver.) (行け 行け モンキーダンス (清水佐紀 Ver.)?)
3. Yuke Yuke Monkey Dance (Tsugunaga Momoko Ver.) (行け 行け モンキーダンス (嗣永桃子 Ver.)?)
4. Yuke Yuke Monkey Dance (Tokunaga Chinami Ver.) (行け 行け モンキーダンス (徳永千奈美 Ver.)?)
5. Yuke Yuke Monkey Dance (Sudo Maasa Ver.) (行け 行け モンキーダンス (須藤茉麻 Ver.)?)
6. Yuke Yuke Monkey Dance (Natsuyaki Miyabi Ver.) (行け 行け モンキーダンス (夏焼雅 Ver.)?)
7. Yuke Yuke Monkey Dance (Kumai Yurina Ver.) (行け 行け モンキーダンス (熊井友理奈 Ver.)?)
8. Yuke Yuke Monkey Dance (Sugaya Risako Ver.) (行け 行け モンキーダンス (菅谷梨沙子 Ver.)?)